# Daniel Sánchez Núñez
Daniel Florencio Sánchez (Montevideo, 3 mei 1961) is een voormalig  profvoetballer uit Uruguay. Hij speelde als verdediger en beëindigde zijn actieve carrière in 1993 bij Danubio FC, de club met wie hij in 1988 de Uruguayaanse landstitel won. Nadien stapte hij het trainersvak in.

## Interlandcarrière
Sánchez speelde in totaal 26 interlands voor zijn vaderland Uruguay. Onder leiding van de eveneens debuterende bondscoach Oscar Tabárez maakte hij zijn debuut voor de nationale ploeg op 27 september 1988 in de vriendschappelijke thuiswedstrijd tegen Ecuador (2-1), evenals Javier Zeoli, Éber Moas, Rubén da Silva, Sergio Martínez, Mario Rebollo en Edgar Borges. Sánchez nam met zijn vaderland deel aan twee edities van de strijd om de Copa América: 1991 en 1993.

## Erelijst
Danubio FC
- Uruguayaans landskampioen

1988